# Fanfare for the Warriors
Fanfare for the Warriors ist ein Studioalbum des Art Ensemble of Chicago. Die am 4. September 1973 in Chicago entstandenen Aufnahmen erschienen 1974 auf Atlantic Records.

## Hintergrund
Nachdem die Band, bestehend aus Lester Bowie, Roscoe Mitchell, Joseph Jarman und Malachi Favors bei ihrem Aufenthalt in Paris ihre Nische gefunden hatte, lernte sie Don Moye kennen, einen selbsternannten „Sonnenperkussionisten“ und Seelenverwandten, der ihr Stammschlagzeuger wurde. Mittlerweile offiziell Art Ensemble of Chicago genannt, nahm die Gruppe zwischen 1969 und 1971 Material im Umfang von mehr als zwölf Alben auf, das in regelmäßigen Abständen sowohl auf europäischen als auch auf amerikanischen Labels veröffentlicht wurde. Das Art Ensemble of Chicago wurde zu Festivalfavoriten und hatte einen starken Einfluss auf einheimische europäische Improvisatoren sowie eingewanderte Amerikaner und Afrikaner, die die kühne Brillanz ihrer Musik erkannten, schrieb Todd S. Jenkins.
1971 kehrten die fünf Musiker nach Chicago zurück, bereit, ihren Platz in der nun aufkeimenden freien Musikszene in ganz Amerika zu finden. Sie wurden nun vom Major-Label Atlantic Records unter Vertrag genommen. George Wein verpflichtete sie 1973 zu seinem Newport Jazz Festival; Robert Palmer berichtete in der New York Times über die Gruppe aus dem Mittleren Westen, die sich nach Ansicht von Jenkins ein Publikum mit Aufnahmen aufbauen konnte, die gerade für Mainstream-Jazz-Hörer zugänglich genug waren, während sie gleichzeitig die bekannten Grenzen der Gruppenimprovisation und -komposition sprengten. Doch für Atlantic entstanden nur zwei Produktionen, das Livealbum Bap-Tizum und ein Jahr später in den Paragon Recording Studios das Studioalbum Fanfare for the Warriors, mit Muhal Richard Abrams als Gast. Nachdem Atlantic das Interesse an ihnen verloren hatte, gründete das Art Ensemble 1978 sein eigenes AECO-Label, um sowohl Solo- als auch Ensembleaufnahmen herauszubringen; dort erschien zunächst die LPs Kabalaba, ein Mitschnitt vom Montreux Jazz Festival 1974, und Joseph Jarmans Soloalbum Sunbound. Kurz darauf unterzeichnete das Art Ensemble einen Vertrag mit dem einflussreichen deutschen Label ECM Records, das damals in den USA über Atlantic vertrieben wurde.

## Titelliste
- Art Ensemble of Chicago: Fanfare for the Warriors (Atlantic – 7 90046-1)[4]

A1 Illistrum (Malachi Favors) 8:09

A2 Barnyard Scuffel Shuffel (Lester Bowie) 5:07

A3 Nonaah (Roscoe Mitchell) 5:38
B1 Fanfare for the Warriors (Joseph Jarman) 8:08

B2 What's to Say (Joseph Jarman) 3:57

B3 Tnoona (Roscoe Mitchell) 6:20

B4 The Key (Roscoe Mitchell) 1:14

## Rezeption
Scott Yanow verlieh dem Album in Allmusic vier Sterne und schrieb, die erste (und wohl bedeutendste) Periode des Art Ensemble of Chicago habe mit dieser hochwertigen Studiosession geendet. Das Quintett sorge hier für prägnante, aber experimentierfreudige Darbietungen. Zu den Höhepunkten zählten Mitchells „Nonnaah“, Bowies humorvolles „Barnyard Scuffel Shuffle“ und „Tnoona“, aber alle Stücke besäßen eine eigene musikalische Ausstrahlung. Es sei ein schönes Feature für diese wichtige Avantgarde-Gruppe.
Dieses Album sei ein weiterer Verkaufsschlager des Art Ensemble gewesen, schrieb Todd S. Jenkins (The Vinyl Factory), und würde einige prägnantere Kompositionen der Musiker präsentieren, beginnend mit Favours’ Klanglandschaft „Illistrum“. Das majestätisch [wirkende] Titelstück, schnelles, von lateinamerikanischer Musik inspiriertes Feuer bei „What’s to Say“: Das gesamte Spektrum [der Musik] werde erneut durchquert. Mitchells „Nonaah“, ein Konzertfavorit, werde hier von der kompletten Band behandelt; bei anderen Gelegenheiten handle es sich um eine einfachere Flöten-Improvisationen.
Das Album gelangte auf Position 103 von The Wire’s „100 Records That Set the World on Fire (While No One Was Listening)“.